# Acordurile de la Oslo
Acordurile de la Oslo, denumite oficial Declarația de Principii privind Aranjamentele Interimare de Autoguvernare sau pe scurt Declarația de Principii, a fost o tentativă de rezolvare a conflictului israeliano-palestinian. El a reprezentat primul acord direct, față în față, între guvernul Israelului și Organizația pentru Eliberarea Palestinei (OEP). Scopul său a fost acela de a asigura un cadru unic pentru viitoarele negocieri și relații între palestinieni și guvernul israelian, în cadrul cărora toate celelalte probleme dintre cele două părți să poată fi rezolvate.
Negocierile preliminare au început de la Conferința de la Madrid din 1991, și s-au efectuat în secret la Oslo, Norvegia, la institutul Fafo, și au fost încheiate la 20 august 1993; Acordul a fost semnat apoi oficial într-o ceremonie publică la Washington, DC în ziua de 13 septembrie 1993, în prezența președintelui OEP Yasser Arafat, a primului ministru israelian Yitzhak Rabin și a președintelui american Bill Clinton. Documentele au fost semnate de Mahmoud Abbas pentru OEP, ministrul de externe Shimon Peres pentru Israel, secretarul de stat american Warren Christopher pentru Statele Unite și ministrul de externe Andrei Kozîrev pentru Rusia.
Acordurile de la Oslo au stabilit un context pentru relațiile viitoare între cele două părți. Ele stipulau înființarea Autorității Naționale Palestiniene (ANP). Autoritatea Palestiniană urma să aibă responsabilitatea administrării teritoriului aflat sub controlul său. Acordurile au cerut și retragerea Forțelor Israeliene de Apărare din părți ale Fâșiei Gaza și ale Cisiordaniei.
Se anticipa că acest aranjament va dura o perioadă de cinci ani, timp în care se va negocia un acord permanent (începând cu mai 1996). Problemele permanente, cum ar fi pozițiile asupra Ierusalimului, refugiații palestinieni, coloniile israeliene, securitatea și frontierele au fost amânate pentru o altă etapă a discuțiilor. Israelul urma să acorde autonomie palestinienilor în etape.